# Nahom Desale
Nahom Kalei Desale, né le 3 décembre 1992 à Asmara, est un coureur cycliste érythréen.

## Biographie
Né à Asmara, capitale de l'Érythrée, Nahom Desale se distingue lors des championnats d'Érythrée de 2011, où il se classe 4e du contre-la-montre puis 6e de la course en ligne, à 19 ans. En fin d'année 2012, il réalise cinq top 10 sur le Tour du Rwanda. En 2013, il est membre de MTN-Qhubeka WCCA Feeder, réserve de la formation professionnelle MTN-Qhubeka. Au mois de février, il prend la troisième place du Circuit d'Asmara, disputé dans sa ville natale.
Décidant de quitter son pays au régime autoritaire, il migre clandestinement en Europe en passant par le Soudan du Sud, avant de prendre un avion pour l'Europe, muni de faux papiers. Après être resté durant un temps dans un camp de réfugié aux Pays-Bas, il part à Amstelveen, où il devient résident d'un appartement quatre pièces, en compagnie de proches ainsi que d'autres migrants. Il reprend le cyclisme à partir de 2016, en rejoignant le club amateur Marco Polo, composé uniquement de coureurs réfugiés.

## Palmarès
- 2013
  - 3e du Circuit d'Asmara

## Classements mondiaux
| Année                                 | 2013 | 2014 | 2015 | 2016 | 2017 | 2018  |
| ------------------------------------- | ---- | ---- | ---- | ---- | ---- | ----- |
| Classement mondial                    |      |      |      | nc   | nc   | 2910e |
| UCI Europe Tour                       | nc   | nc   | nc   | nc   | nc   | 1984e |
| UCI Africa Tour                       | 90e  | nc   | nc   | nc   | nc   | nc    |
|                                       |      |      |      |      |      |       |
| Légende : nc = non classéSource : UCI |      |      |      |      |      |       |